# Safet Isović
Safet Isović (geboren am 20. Oktober 1936 in Bileća; gestorben am 2. September 2007 in Sarajevo) war ein bosnischer Sevdah-Sänger.

## Leben und Karriere
Safet Isović lebte und arbeitete in Sarajevo. Mit 19 Jahren lernte Safet Isovic zu singen. Er gewann zahlreiche Festivals, u. a. das „Goldene Mikrofon“ und ca. 35 goldene und silberne Platten. 1959 brachte er sein erstes Lied heraus und 2005 sein letztes. Großen Erfolg hatte er mit dem Lied „Moj dilbere“, das er 1988 veröffentlichte. 
Als der Bosnienkrieg 1992 ausbrach, wurde er verletzt. Daraufhin verlagerte man ihn nach Deutschland, wo er in Frankfurt am Main, im Krankenhaus behandelt wurde. Bis Kriegsende 1995 lebte Isović in Deutschland. 
Als er in seine Heimat zurückkehrte, setzte er seine Karriere als Musiker fort und brachte seine letzten zwei Alben heraus. Sein letztes großes Konzert gab er in Sarajevo in der Zetra am 29. Mai 2003. Insgesamt veröffentlichte er 15 Alben, die jeweils 15 bis 17 Lieder enthalten. 2007 starb er in Sarajevo, wo er auch beerdigt wurde.
Isović prägte maßgeblich die Entstehung der modernen Volksmusik in Bosnien und Herzegowina.

## Analoge Aufnahmen
- Đul Zulejha
- Boluje Hanka Prijedorka
- Braća Morići
- Djevojka sokolu zulum učinila
- Grana od bora, pala kraj mora
- Jutros rano prođoh kraj Morića hana
- Kasno pođoh iz Morića hana
- Mujo kuje konja po mjesecu
- Moj dilbere
- Kiša bi pala
- Dvi planine viš’ Travnika grada
- Mujo đogu po mejdanu voda
- Od sveg’ me je sačuvala majka
- Kolika je šeher Banja Luka
- Put putuje Latif-aga
- Vozila se po Vrbasu lađa
- Slavuj ptica mala
- Zmaj od Bosne
- Haj, kakve Ajka crne oči ima
- Vrbas voda nosila jablana
- Akšam mrače, moj po Bogu brate

Außerdem nahm er viele Lieder im Stil der alten bosnischen Sevdalinka auf.

## Songs
- Bosno Moja
- Oj Safete Sajo, Sarajlijo
- Kad sretneš Hanku
- Jablani se povijaju
- Hajro, Hajrija curo najmilija
- Zelen orah od roda se savija
- Bosna moja
- Malenim sokakom ne prolazim više
- Na mezaru majka plače
- Oči moje kletvom bih vas kleo
- Šta se ovo Bosnom čuje
- Oj, Safete, Sajo Sarajlijo
- Pjevaj Bosno, pa me razveseli
- Sjetuje me majka
- Šeher grade, Banja Luko mila
- Zelen lišće goru kiti (mit Mile Petrović)
- Da sam sjajna mjesečina
- Mujo kuje
- Šehidski Rastanak

Außerdem nahm er Duette mit folgenden Sängern auf: Zaim Imamović, Mile Petrović, Beba Selimović, Meho Puzić und Safet Muratović.